# Hanifa Yousoufi
Hanifa Yousoufi (1994) es la primera mujer afgana en alcanzar la cima del monte Noshaq, el pico más alto de su país, a una altitud de 7.492 metros. Logró esta hazaña el 10 de agosto de 2018, como parte de una expedición de un mes organizada por Ascend Athletics, una organización sin ánimo de lucro en Kabul, que entrena a jóvenes afganas para escalar montañas.

## Biografía
Yousoufi creció en Kabul y fue enviada a Pakistán para casarse con un hombre mayor a la edad de 14 años. Describió la experiencia como "esclava para cocinar y limpiar" y después de aproximadamente dos años se divorció de él y regresó con sus padres en Kabul. En 2016 su prima animó a Yousoufi a unirse al programa de Ascend Athletics , y desde entonces trabajó como asistente de programa mientras entrenaba para escaladas. Tras escalar Noshaq, Yousoufi decidió limitar la exposición de los medios a la radio y Facebook únicamente (sin cobertura de televisión) debido a preocupaciones de seguridad, pero publicó su nombre completo por orgullo por su logro y para inspirar a otras mujeres afganas.

## La expedición
Noshaq es la segunda montaña más alta de la cordillera Hindú Kush, que se extiende a lo largo de la frontera entre Afganistán y Pakistán. Fue una expedición de $ 30,000, que fue totalmente financiada por Ascend Athletics y la mitad de la cantidad fue de un solo donante. El equipo tuvo que enfrentarse a una serie de complicaciones, incluida la lucha entre las fuerzas talibanes y el ejército afgano. Desde 2016 Yousoufi había estado entrenando con Ascend Athletics para intentar escalar el monte Noshaq. El monte Noshaq estuvo cerrado a los escaladores durante unos 30 años, debido al hecho de varios años de disturbios durante el gobierno de los talibanes en el país. Se volvió a abrir en el año 2009. Los talibanes derribaron dos helicópteros del Ejército Nacional Afgano en Zebak el día antes de que se suponía que el grupo volaría desde Kabul al aeródromo más cercano para caminar hasta el campamento base. Entonces, tuvieron que trasladar al grupo a un pueblo más seguro para continuar con la expedición. El monte Noshaq, una de las cumbres más desafiantes del mundo, implica peligros y desafíos como grietas peligrosas, caras de hielo fracturadas, rocas sueltas, temperaturas bajo cero y problemas sociopolíticos que involucran a los talibanes. La expedición a la cima implica caminar a través de las regiones devastadas por la guerra, plagadas de minas terrestres que datan de la época de la Guerra Civil y donde los forasteros corren el peligro de ser secuestrados o asaltados. La subida empezó a las 9 a. m. y mientras escalaba, Yousoufi enfrentó el mal de altura en el Campo Dos y tuvo que ser llevado al Campo Uno. A la mañana siguiente regresó al Campo Dos después de descansar en el Campo Uno. Las otras dos chicas no pudieron continuar la caminata con Yousoufi, debido al mal de montaña y tuvo que continuar la escalada sola. Llegó a la cima a las 7:10 p. m.